# Lijst van rijksmonumenten in Kerkrade
De gemeente Kerkrade telt 81 inschrijvingen in het rijksmonumentenregister. Hieronder een overzicht.

## Eygelshoven
De kern Eygelshoven kent 41 rijksmonumenten:
| Object | Oorspronkelijke functie? | Bouwjaar              | Architect                    | Locatie          | Coördinaten?                 | Nr.?   | Afbeelding                                                                     |
| --- | ------------------------ | --------------------- | ---------------------------- | ---------------- | ---------------------------- | ------ | ------------------------------------------------------------------------------ |
| Twee woningen onder met pannen gedekt schilddak met op de nokeinden een decoratie - kegel met bollen en ringen - in tichelwerk | Woonhuis                 | 1907-1909             | A. Reichpietsch              | Kanariestraat 45 | 50° 53' 33" NB, 6° 2' 45" OL | 23553  | Upload foto                                                                    |
| Rechthoekig blok van vier woningen zonder verdieping onder zadeldak gedekt met pannen                                          | Woonhuis                 | ca. 1910              |                              | Kanariestraat 49 | 50° 53' 33" NB, 6° 2' 43" OL | 23554  | Meer afbeeldingen                                                              |
| Rechthoekig blok van vier woningen zonder verdieping onder zadeldak gedekt met pannen                                          | Woonhuis                 | ca. 1910              |                              | Kanariestraat 57 | 50° 53' 33" NB, 6° 2' 41" OL | 23555  | Meer afbeeldingen                                                              |
| Huis van vakwerk | Woonhuis                 | 18e eeuw              |                              | Kerkberg 3       | 50° 53' 41" NB, 6° 3' 29" OL | 23578  | Meer afbeeldingen                                                              |
| Het Kleine Kerkje: Laatgotisch hallenkerkje                                                                                    | Kerk en kerkonderdeel    | eerste helft 16e eeuw |                              | Kerkberg bij 1   | 50° 53' 41" NB, 6° 3' 31" OL | 23579  | Meer afbeeldingen                                                              |
| Eenvoudig huisje van baksteen                                                                                                  | Woonhuis                 | 18e eeuw              |                              | Kerkberg 9       | 50° 53' 42" NB, 6° 3' 30" OL | 23580  | Meer afbeeldingen                                                              |
| Eenvoudig huisje van baksteen                                                                                                  | Woonhuis                 | 18e eeuw              |                              | Kerkberg 11      | 50° 53' 42" NB, 6° 3' 30" OL | 23581  | Meer afbeeldingen                                                              |
| Eenvoudig huisje van baksteen                                                                                                  | Woonhuis                 | 18e eeuw              |                              | Kerkberg 13      | 50° 53' 42" NB, 6° 3' 30" OL | 23582  | Meer afbeeldingen                                                              |
| Hoeve, met merkwaardige vakwerkgevel                                                                                           | Boerderij                | waarschijnlijk 1631   |                              | Laurastraat 21   | 50° 53' 36" NB, 6° 3' 33" OL | 23583  | Meer afbeeldingen                                                              |
| Gepleisterd blok van twee woningen met verdiep onder met blauwe muldenpannen gedekt zadeldak                                   | Woonhuis                 | 1901                  |                              | Laurastraat 60   | 50° 53' 36" NB, 6° 3' 18" OL | 23584  | Meer afbeeldingen                                                              |
| Gepleisterd blok van twee woningen met verdiep onder met blauwe muldenpannen gedekt zadeldak                                   | Woonhuis                 | 1901                  |                              | Laurastraat 64   | 50° 53' 36" NB, 6° 3' 17" OL | 23585  | Meer afbeeldingen                                                              |
| Gepleisterd blok van twee woningen met verdiep onder met blauwe muldenpannen gedekt zadeldak                                   | Woonhuis                 | 1901                  |                              | Laurastraat 68   | 50° 53' 35" NB, 6° 3' 16" OL | 23586  | Meer afbeeldingen                                                              |
| Gepleisterd blok van twee woningen met verdiep onder met blauwe muldenpannen gedekt zadeldak                                   | Woonhuis                 | 1901                  |                              | Laurastraat 72   | 50° 53' 35" NB, 6° 3' 15" OL | 23587  | Meer afbeeldingen                                                              |
| Gepleisterd blok van twee woningen met verdiep onder met blauwe muldenpannen gedekt zadeldak                                   | Woonhuis                 | 1901                  |                              | Laurastraat 76   | 50° 53' 35" NB, 6° 3' 14" OL | 23588  | Meer afbeeldingen                                                              |
| Gepleisterd blok van twee woningen met verdiep onder met blauwe muldenpannen gedekt zadeldak                                   | Woonhuis                 | 1901                  |                              | Laurastraat 80   | 50° 53' 35" NB, 6° 3' 13" OL | 23589  | Meer afbeeldingen                                                              |
| Blok van twee woningen onder met pannen gedekt schilddak                                                                       | Woonhuis                 | 1907-1909             | A. Rechpietsch               | Lijsterstraat 1  | 50° 53' 32" NB, 6° 2' 45" OL | 23559  | Meer afbeeldingen                                                              |
| Blok van twee woningen met halve verdieping onder met pannen gedekt schilddak                                                  | Woonhuis                 | 1907-1909             | A. Reichpietsch              | Lijsterstraat 5  | 50° 53' 31" NB, 6° 2' 45" OL | 23560  | Meer afbeeldingen                                                              |
| Blok van twee woningen met een halve verdieping                                                                                | Woonhuis                 | 1907-1909             | A. Reichpietsch              | Lijsterstraat 9  | 50° 53' 31" NB, 6° 2' 45" OL | 23561  | Meer afbeeldingen                                                              |
| Blok van vier woningen zonder verdieping onder met pannen gedekt mansardedak                                                   | Woonhuis                 | ca. 1910              | A. Reichpietsch              | Lijsterstraat 2  | 50° 53' 31" NB, 6° 2' 44" OL | 23562  | Meer afbeeldingen                                                              |
| Blok van zes woningen met een halve verdieping onder met pannen gedekt wolfdak                                                 | Woonhuis                 | 1907-1909             | A. Reichpietsch              | Meesstraat 1     | 50° 53' 30" NB, 6° 2' 45" OL | 23563  | Meer afbeeldingen                                                              |
| Blok van twee woningen met een halve verdieping                                                                                | Woonhuis                 | 1907-1909             | A. Reichpietsch              | Meesstraat 13    | 50° 53' 30" NB, 6° 2' 43" OL | 23564  | Meer afbeeldingen                                                              |
| Woning zonder verdieping onder zadeldak gedekt met pannen                                                                      | Woonhuis                 | 1907-1909             | A. Reichpietsch              | Meesstraat 17    | 50° 53' 30" NB, 6° 2' 42" OL | 23565  | Meer afbeeldingen                                                              |
| Woning zonder verdieping onder zadeldak gedekt met pannen                                                                      | Woonhuis                 | 1907-1909             | A. Reichpietsch              | Meesstraat 19    | 50° 53' 30" NB, 6° 2' 41" OL | 23566  | Woning zonder verdieping onder zadeldak gedekt met pannen                      |
| Blok van zes woningen met een halve verdieping onder met pannen gedekt wolfdak                                                 | Woonhuis                 | 1907-1909             | A. Reichpietsch              | Meesstraat 21    | 50° 53' 30" NB, 6° 2' 40" OL | 23567  | Blok van zes woningen met een halve verdieping onder met pannen gedekt wolfdak |
| Blok van vier woningen zonder verdieping onder met pannen gedekt mansardedak                                                   | Woonhuis                 | ca. 1910              |                              | Merelstraat 1    | 50° 53' 31" NB, 6° 2' 41" OL | 23568  | Blok van vier woningen zonder verdieping onder met pannen gedekt mansardedak   |
| Blok van twee woningen onder met pannen gedekt schilddak                                                                       | Woonhuis                 | 1907-1909             | A. Reichpietsch              | Merelstraat 2    | 50° 53' 32" NB, 6° 2' 40" OL | 23569  | Meer afbeeldingen                                                              |
| Blok van twee woningen met halve verdieping onder met pannen gedekt schilddak                                                  | Woonhuis                 | 1907-1909             | A. Reichpietsch              | Merelstraat 6    | 50° 53' 31" NB, 6° 2' 40" OL | 23570  | Meer afbeeldingen                                                              |
| Blok van twee woningen met een halve verdieping                                                                                | Woonhuis                 | 1907-1909             | A. Reichpietsch              | Merelstraat 10   | 50° 53' 31" NB, 6° 2' 40" OL | 23571  | Meer afbeeldingen                                                              |
| R.K. kerk H. Johannes de Doper                                                                                                 | Kerk en kerkonderdeel    | 1922                  | Alphons Boosten en J. Ritzen | Portbeemden ongd | 50° 53' 40" NB, 6° 3' 44" OL | 513744 | Meer afbeeldingen                                                              |
| Dubbele directeurswoning | Woonhuis                 | 1925                  | Jaspar uit Brussel           | Rimburgerweg 3   | 50° 53' 52" NB, 6° 3' 58" OL | 513743 | Meer afbeeldingen                                                              |
| Laethof | Woonhuis                 | 1764                  |                              | Putstraat 17     | 50° 53' 44" NB, 6° 3' 36" OL | 23590  | Meer afbeeldingen                                                              |
| Winkelwoning | Werk-woonhuis            | 1922                  | A. Bartels                   | St. Janstraat 3  | 50° 53' 43" NB, 6° 3' 42" OL | 513730 | Upload foto                                                                    |
| Beambtenwoning | Woonhuis                 | 1922                  | A. Bartels                   | St. Janstraat 5  | 50° 53' 43" NB, 6° 3' 42" OL | 513731 | Upload foto                                                                    |
| Beambtenwoning | Woonhuis                 | 1922                  | A. Bartels                   | St. Janstraat 7  | 50° 53' 42" NB, 6° 3' 42" OL | 513732 | Beambtenwoning                                                                 |
| Beambtenwoning | Woonhuis                 | 1922                  | A. Bartels                   | St. Janstraat 9  | 50° 53' 42" NB, 6° 3' 42" OL | 513733 | Upload foto                                                                    |
| Beambtenwoning | Woonhuis                 | 1922                  | A. Bartels                   | St. Janstraat 11 | 50° 53' 42" NB, 6° 3' 43" OL | 513734 | Upload foto                                                                    |
| Beambtenwoning | Woonhuis                 | 1922                  | A. Bartels                   | St. Janstraat 13 | 50° 53' 42" NB, 6° 3' 43" OL | 513735 | Upload foto                                                                    |
| Beambtenwoning | Woonhuis                 | 1922                  | A. Bartels                   | St. Janstraat 15 | 50° 53' 42" NB, 6° 3' 43" OL | 513736 | Upload foto                                                                    |
| Huis henckens | Boerderij                | 1796                  |                              | Torenstraat 2    | 50° 53' 40" NB, 6° 3' 28" OL | 23591  | Meer afbeeldingen                                                              |
| Hoeve Valkenberg | Boerderij                | 1797                  |                              | Torenstraat 12   | 50° 53' 41" NB, 6° 3' 25" OL | 23592  | Meer afbeeldingen                                                              |
| Villa Pierre | Bedrijfs-,fabriekswoning | 1901                  |                              | Torenstraat 28   | 50° 53' 44" NB, 6° 3' 21" OL | 513745 | Meer afbeeldingen                                                              |

## Kerkrade
De kern Kerkrade kent 40 rijksmonumenten:
| Object | Oorspronkelijke functie?  | Bouwjaar                                                                    | Architect                   | Locatie                       | Coördinaten?                 | Nr.?   | Afbeelding                                                        |
| --- | ------------------------- | --------------------------------------------------------------------------- | --------------------------- | ----------------------------- | ---------------------------- | ------ | ----------------------------------------------------------------- |
| Kasteel Erenstein | Kasteel, buitenplaats     | 1340                                                                        |                             | Kerkradersteenweg 4           | 50° 52' 17" NB, 6° 3' 17" OL | 23552  | Meer afbeeldingen                                                 |
| H. Lambertus | Kerk en kerkonderdeel     | 1843 (kerk) 18e eeuw (toren)                                                |                             | Kerkplein 7                   | 50° 51' 54" NB, 6° 3' 38" OL | 23556  | Meer afbeeldingen                                                 |
| Brughof | Boerderij                 | 1738                                                                        |                             | Kerkradersteenweg 4           | 50° 52' 10" NB, 6° 3' 13" OL | 23557  | Brughof                                                           |
| Schachtgebouw van de kerkraadse mijnen                                                                                               | Industrie                 | 1907                                                                        |                             | Domaniale Mijnstraat 30       | 50° 51' 35" NB, 6° 3' 54" OL | 23558  | Meer afbeeldingen                                                 |
| Nieuw Erenstein | Woonhuis                  | eerste helft 19e eeuw                                                       |                             | Nieuw-Erensteinerweg 5        | 50° 52' 37" NB, 6° 2' 46" OL | 23572  | Meer afbeeldingen                                                 |
| Oud-Ehrenstein | Boerderij                 | 17e eeuw en later                                                           |                             | Oud-Erensteinerweg 2          | 50° 52' 19" NB, 6° 3' 16" OL | 23573  | Meer afbeeldingen                                                 |
| Huis met ankerjaartal | Woonhuis                  | 17xx (ankerjaartal)                                                         |                             | Baalsbruggerweg 20            | 50° 52' 41" NB, 6° 5' 9" OL  | 23574  | Upload foto                                                       |
| Hoeve in u-vorm | Boerderij                 | 1797 (ankers) 1833 (zijvleugel)                                             |                             | Baalsbruggerweg 22            | 50° 52' 41" NB, 6° 5' 10" OL | 23575  | Hoeve in u-vorm                                                   |
| Hoeve om gesloten binnenplaats | Boerderij                 | 1745 (ankers)                                                               |                             | Baalsbruggerweg 26            | 50° 52' 43" NB, 6° 5' 11" OL | 23576  | Meer afbeeldingen                                                 |
| Baalsbruggermolen | Industrie- en poldermolen | laatste helft 18e eeuw                                                      |                             | Baalsbruggerweg 28            | 50° 52' 43" NB, 6° 5' 11" OL | 23577  | Meer afbeeldingen                                                 |
| Hoeve crombach | Boerderij                 |                                                                             |                             | Crombacherstraat 28           | 50° 50' 51" NB, 6° 1' 22" OL | 23595  | Meer afbeeldingen                                                 |
| Hoeve crombach | Boerderij                 |                                                                             |                             | Crombacherstraat 30           | 50° 50' 51" NB, 6° 1' 23" OL | 23596  | Upload foto                                                       |
| Baksteenhoeve | Boerderij                 | 1842                                                                        |                             | Locht 103                     | 50° 51' 13" NB, 6° 0' 47" OL | 23597  | Baksteenhoeve                                                     |
| Hoeve van baksteen om gesloten binnenplaats                                                                                          | Boerderij                 | tweede helft 18e eeuw                                                       |                             | Schaesbergerstraat 16         | 50° 51' 51" NB, 6° 1' 26" OL | 23598  | Meer afbeeldingen                                                 |
| Kloosterhoeve | Klooster, kloosteronderdl | 1792-1794                                                                   | waarschijnlijk Jakob Couven | Heyendallaan 80               | 50° 52' 2" NB, 6° 4' 50" OL  | 23600  | Upload foto                                                       |
| Abdijkerk Rolduc | Kerk en kerkonderdeel     | 12e eeuw (bouw) 17e eeuw (ingrijpend hersteld) 17e/18e eeuw (abdijgebouwen) |                             | Heyendallaan 82               | 50° 52' 6" NB, 6° 4' 54" OL  | 23601  | Meer afbeeldingen                                                 |
| Hoeve schifferheide, opgetrokken van baksteen om een binnenplaats                                                                    | Boerderij                 | eerste helft 19e eeuw                                                       |                             | Schifferheidestraat 1         | 50° 51' 33" NB, 6° 2' 31" OL | 23602  | Hoeve schifferheide, opgetrokken van baksteen om een binnenplaats |
| Hoeve vauputs, van baksteen om gesloten binnenplaats                                                                                 | Boerderij                 | 1844                                                                        |                             | Vauputsweg 171                | 50° 51' 37" NB, 6° 2' 36" OL | 23603  | Hoeve vauputs, van baksteen om gesloten binnenplaats              |
| Terrein waarin sporen van een of meer gebouwen                                                                                       | Archeologisch monument    | Romeinse Tijd                                                               |                             |                               | 50° 52' 29" NB, 6° 3' 2" OL  | 340843 | Upload foto                                                       |
| Park, vijvers en weg Rolduc. | Tuin, park en plantsoen   | 1800                                                                        |                             | Heyendallaan bij 82           | 50° 52' 9" NB, 6° 4' 40" OL  | 513726 | Upload foto                                                       |
| Abdijgebouwen Abdij Rolduc | Klooster, kloosteronderdl | 1200-1950                                                                   | J. Stuyt (aanbouw)          | Heyendallaan bij 82           | 50° 52' 6" NB, 6° 4' 54" OL  | 513727 | Meer afbeeldingen                                                 |
| Aula Maior | Welzijn, kunst en cultuur | 1936                                                                        | Jos Cuypers                 | Heyendallaan 82               | 50° 52' 6" NB, 6° 4' 54" OL  | 513728 | Upload foto                                                       |
| RK Kerk O.L.Vr. Onbevlekt Ontvangen                                                                                                  | Kerk en kerkonderdeel     | 1921                                                                        | J.H.H. van Groenendael      | St. Hubertuslaan 80           | 50° 52' 4" NB, 6° 1' 36" OL  | 513738 | Meer afbeeldingen                                                 |
| Pastorie O.L.Vr.Onbevlekt Ontvangen                                                                                                  | Kerkelijke dienstwoning   | 1921                                                                        | J.H.H. van Groenendael      | St. Hubertuslaan 80           | 50° 52' 4" NB, 6° 1' 36" OL  | 513739 | Upload foto                                                       |
| Dokterswoning | Dienstwoning              | 1923                                                                        | J.H.H. van Groenendael      | Dr. Nolensstraat 4            | 50° 52' 6" NB, 6° 1' 36" OL  | 513740 | Upload foto                                                       |
| Botanische Tuin | Tuin, park en plantsoen   | 1938-1939                                                                   | John Bergmans               | St. Hubertuslaan tegenover 81 | 50° 52' 2" NB, 6° 1' 37" OL  | 513741 | Upload foto                                                       |
| R.K. Kerk Antonius van Padua | Kerk en kerkonderdeel     | 1930                                                                        | Alphons Boosten             | Bleijerheiderstraat 165       | 50° 51' 9" NB, 6° 4' 2" OL   | 513742 | Meer afbeeldingen                                                 |
| R.K. St. Jozefkerk | Kerk en kerkonderdeel     | 1928                                                                        | J.H.H. van Groenendael      | Kapelweg 1                    | 50° 51' 53" NB, 6° 2' 25" OL | 513746 | Meer afbeeldingen                                                 |
| Vml. Bedrijfsingenieurswoning | Bedrijfs-,fabriekswoning  | 1910-1911                                                                   | I.H.W. Leliman              | Heerlenersteenweg 78          | 50° 51' 44" NB, 6° 1' 5" OL  | 513747 | Upload foto                                                       |
| Wijngrachttunnels | Weg                       | 1928                                                                        | L.J.M. Dirickx              | Kerkradersteenweg             | 50° 52' 8" NB, 6° 3' 27" OL  | 513748 | Meer afbeeldingen                                                 |
| Stadhuis | Bestuursgebouw en onderdl | 1912-1913                                                                   | C.J. Duykers                | Markt 1                       | 50° 51' 57" NB, 6° 3' 49" OL | 513749 | Meer afbeeldingen                                                 |
| R.K. Kerk H. Hart van Jezus | Kerk en kerkonderdeel     | 1931                                                                        | Caspar en Jos. Franssen     | Meuserstraat 151              | 50° 52' 54" NB, 6° 4' 40" OL | 513750 | Meer afbeeldingen                                                 |
| Villa Kreijen | Woonhuis                  | 1912                                                                        | E.G. Meijers-Crouten        | Niersprinkstraat 45           | 50° 52' 2" NB, 6° 3' 54" OL  | 513751 | Upload foto                                                       |
| Dubbel woonhuis, vrijstaand, opvallend gesitueerd aan het oranjeplein dat in zekere mate haar vooroorlogse uitstraling heeft bewaard | Woonhuis                  | 1921                                                                        | C.J. Duykers                | Oranjeplein 1                 | 50° 51' 58" NB, 6° 3' 59" OL | 513752 | Upload foto                                                       |
| Blok met drie woonhuizen | Woonhuis                  | 1925-1927                                                                   | J. Bongaerts                | Oranjeplein 6                 | 50° 51' 56" NB, 6° 4' 0" OL  | 513753 | Upload foto                                                       |
| Dubbel woonhuis | Woonhuis                  | 1916                                                                        | C.J. Duykers                | Oranjestraat 7                | 50° 51' 53" NB, 6° 4' 0" OL  | 513754 | Upload foto                                                       |
| Klooster der Broeders Franciscanen                                                                                                   | Klooster, kloosteronderdl | 1891-1892                                                                   | M. Klein                    | Pannesheiderstraat 71         | 50° 50' 54" NB, 6° 4' 20" OL | 513755 | Meer afbeeldingen                                                 |
| Villa in traditionalistische stijl                                                                                                   | Woonhuis                  | 1924                                                                        | C.J. Duykers                | Poststraat 19                 | 50° 51' 57" NB, 6° 3' 57" OL | 513756 | Villa in traditionalistische stijl                                |
| Tunnel Hamweg | Weg                       | 1928                                                                        | L.J.M. Dirickx              | Hamweg                        | 50° 51' 27" NB, 6° 2' 47" OL | 513757 | Meer afbeeldingen                                                 |
| Protestantse Kerk (Hervormde Kerk) Chevremont                                                                                        | Kerk en kerkonderdeel     | 1923                                                                        | H.J. Tiemens                | St. Pieterstraat 3            | 50° 52' 26" NB, 6° 4' 1" OL  | 513758 | Meer afbeeldingen                                                 |

Beek ·
Beekdaelen ·
Beesel ·
Bergen ·
Brunssum ·
Echt-Susteren ·
Eijsden-Margraten ·
Gennep ·
Gulpen-Wittem ·
Heerlen ·
Horst aan de Maas ·
Kerkrade ·
Landgraaf ·
Leudal ·
Maasgouw ·
Maastricht ·
Meerssen ·
Mook en Middelaar ·
Nederweert ·
Peel en Maas ·
Roerdalen ·
Roermond ·
Simpelveld ·
Sittard-Geleen ·
Stein ·
Vaals ·
Valkenburg aan de Geul ·
Venlo ·
Venray ·
Voerendaal ·
Weert